# 몬스터버스
몬스터버스(영어: MonsterVerse)는 워너브라더스가 배급하고 레전더리 엔터테인먼트가 도호와 제휴하여 제작하는 고질라와 킹콩이 등장하는 괴수 영화를 중심으로하는 미국의 미디어 믹스이다. 첫번째 영화는 2014년에 공개된 《고질라》이며, 이후 2017년에 《콩: 스컬 아일랜드》가 공개되었다. 2019년에는 고질라의 속편인 《고질라: 킹 오브 더 몬스터스》가, 2021년에《고질라 vs. 콩》이, 2024엔 고질라 X 콩-뉴 엠파이어가 공개되었다.

## 같이 보기
- 괴수